# Charles Courtney Curran
Pour les articles homonymes, voir Charles Curran et Curran.
Charles Courtney Curran (né en 1861 à Hartford dans le Kentucky, mort en 1942 à New York) est un peintre américain.

## Biographie
En 1881, à l'âge de 20 ans, Charles Courtney Curran quitte son Kentucky natal et s'installe à Sandusky, dans l'Ohio. Il étudie durant une année à la Cincinnati School of Design, puis il part à New York. Dans cette ville, il s'inscrit à la National Academy of Design et à l'Art Student League ; ses participations à des expositions où ses tableaux remarqués sont les débuts d'une brillante carrière.
Afin de parfaire sa formation, il vient étudier à Paris où, de 1888 à 1902, il est l'élève, à l'Académie Julian, de Jean-Joseph Benjamin-Constant, Jules Joseph Lefebvre et Henri-Lucien Doucet. À New York, Curran devient lui aussi un enseignant à l'Institut Pratt, à la Cooper Union et à l'Académie américaine de design.
Il obtient en 1890 une mention honorable au Salon des artistes français et la même récompense à l'Exposition universelle de 1900.

## Sélection d'œuvres

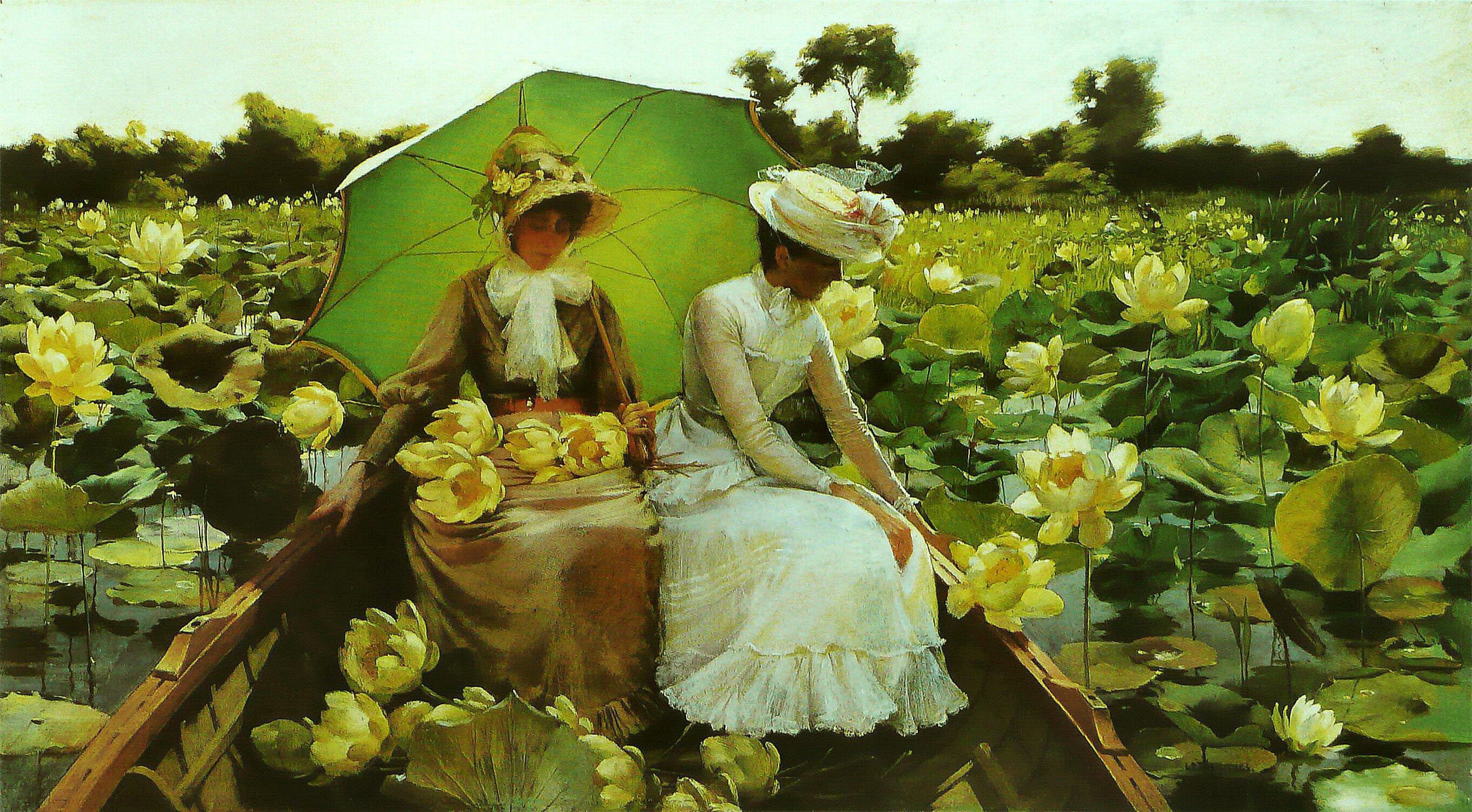
Lotus Lilies, 1888.

- The Artist at Work, 1887, huile sur toile, Gloucester (Massachusetts), Cape Ann Museum
- Fair Critics, 1887, huile sur toile, 45,7 × 81,2, collection privée
- A Breezy Day, 1887, huile sur toile, 30,3 × 50,8, Philadelphie, Pennsylvania Academy of Fine Arts
- Lotus Lilies, 1888, huile sur toile, 45,7 × 81,3 cm, Chicago, Terra Foundation for American Art, Daniel J. Terra Collection
- An Alcove in the Art Students' League, 1888, huile sur toile, 21,6 × 29,2, Chicago, Art Institute of Chicago
- In the Luxembourg (Garden), 1889, huile sur toile, 23,3 × 31,1, Chicago, Terra Foundation for American Art, Daniel J. Terra Collection
- Paris at Night 1889, huile sur toile, 33 × 31.1, Chicago, Terra Foundation for American Art, Daniel J. Terra Collection
- On the Heights, 1909, huile sur toile, 76,4 × 76,4, New York, Brooklyn Museum
- Woodland Solitude, 1913, huile sur toile, 73,7 × 48,6, Provo (Utah), Brigham Young University Museum of Art
- Noonday Sunlight, 1918, huile sur toile, 74,9 × 74,9, Richmond (Indiana), Richmond Art Museum
- Betty Newell, 1922, huile sur toile, 76,2 × 76,2, New York, Metropolitan Museum of Art